# 古濟伊夫
49°4′14″N 23°54′7″E / 49.07056°N 23.90194°E
古濟伊夫（烏克蘭語：Гузіїв），是烏克蘭的村落，位於該國西部伊萬諾-弗蘭科夫斯克州，面積2.23平方公里，海拔高度355米，2001年人口1,159，人口密度每平方公里520.2人。